# Stadtbefestigung Rheinfelden

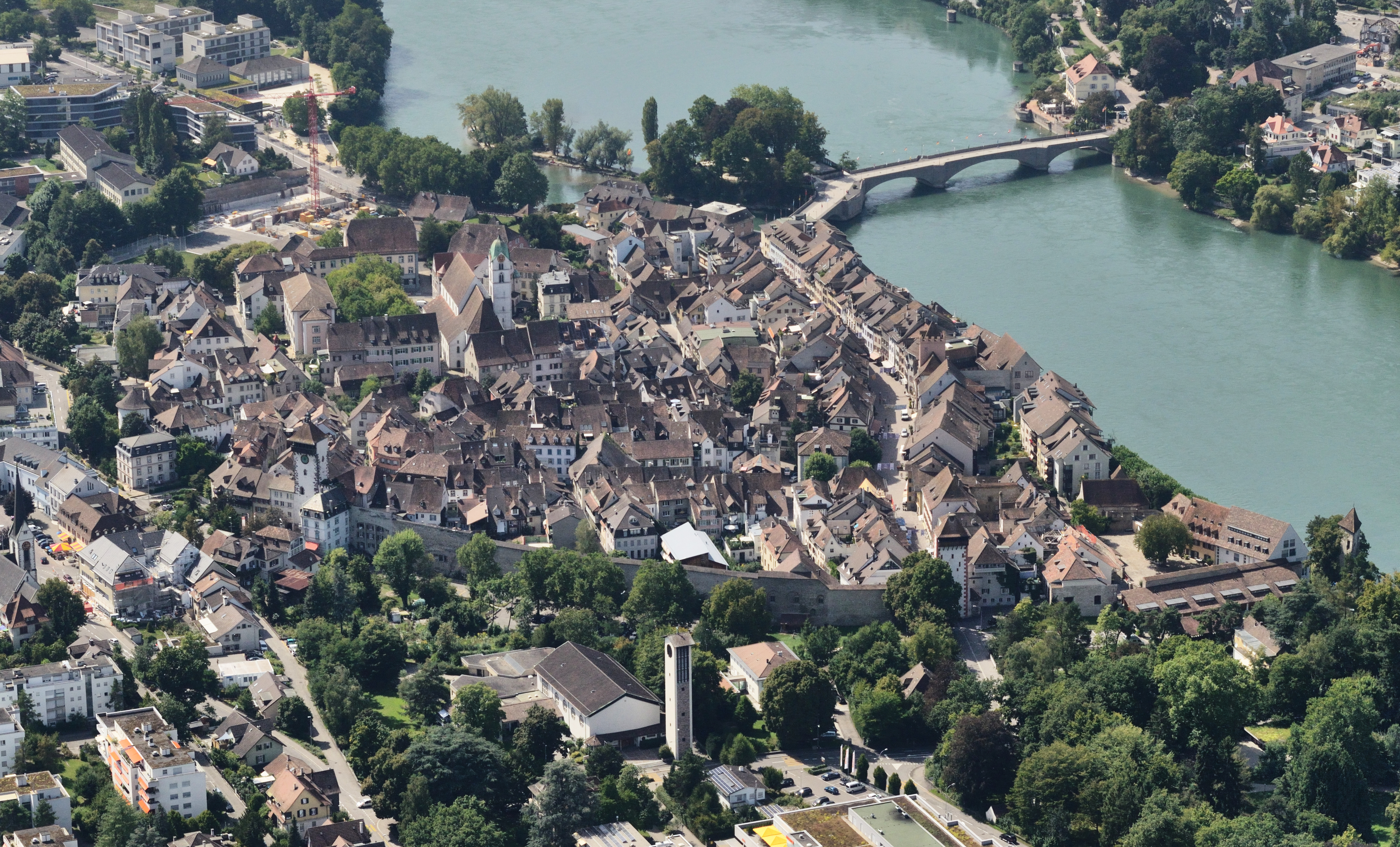
Luftansicht der Altstadt von Rheinfelden

Die Stadtbefestigung von Rheinfelden in der Schweiz entstand ab dem 12. Jahrhundert unter der Herrschaft der Zähringer. Während des Dreissigjährigen Krieges wurde sie um Bastionen erweitert, 1692 um eine Artilleriefestung. Französische Truppen sprengten 1744 während des Österreichischen Erbfolgekriegs die Ausbauten und auch einen Teil der ursprünglichen Befestigungsanlagen. Im Laufe des 19. Jahrhunderts wurden weitere Abschnitte der Stadtmauer und mehrere Türme abgetragen; heute ist die Rheinfelder Altstadt noch knapp zur Hälfte ummauert.

## Geschichte

Modell der Burg Stein

Die Stadtmauern entstanden im Verlaufe des 12. Jahrhunderts, als Rheinfelden unter der Herrschaft der Zähringer sich von einem unbefestigten Marktflecken zu einer Stadt wandelte. Dabei wurden die topographischen Begebenheiten geschickt ausgenutzt. Die Altstadt befindet sich auf einer  Felsterrasse am Südufer des Hochrheins. Im Westen fällt die Terrasse zum Heimendeckenloch ab. Diese rund 200 Meter lange und bis zu 14 Meter tiefe Schlucht entstand durch eine Verwerfung am Rande des Oberrheingrabens; sie wurde 1903 weitgehend überdeckt und zu einer Grünanlage umgestaltet. Den durch die Schlucht fliessenden Magdenerbach leitete man während der Zeit des Mauerbaus um, so dass er seither östlich an der Altstadt vorbeifliesst, bevor er in den Rhein mündet. Die zähringische Mauer, die elf Meter hoch und etwa 730 Meter lang war, folgte somit der Schlucht und dem neuen Bachbett.
Es gab vier Stadttore, die wie folgt erstmals urkundlich erwähnt wurden: 1256 das Obertor an der Ausfallstrasse nach Südosten, 1297 das Kupfertor im Osten, 1320 das Rheintor am Brückenkopf, 1345 das Hermans- oder Baslertor im Westen. Obertor und Kupfertor wurden nachträglich mit Türmen versehen, während die anderen von Anfang an solche besassen. Weitere Türme waren der Weisse Turm (oder Henkersturm) an der Nordwestecke, der Petersturm und der Pulverturm an der Westflanke, der Wasserturm an der Südflanke sowie der Messerturm im Nordosten am Rheinufer. Ausserdem existierte bereits seit dem 10. Jahrhundert auf dem Inseli, einer Felseninsel im Rhein, die Burg Stein. Unter Ausnutzung der Insel als natürlichen (Zwischen-)Brückenkopf führte die seit dem späten 12. Jahrhundert bestehende Rheinbrücke über den Fluss. Am gegenüberliegenden Ufer sicherte der Böckersturm den Übergang.

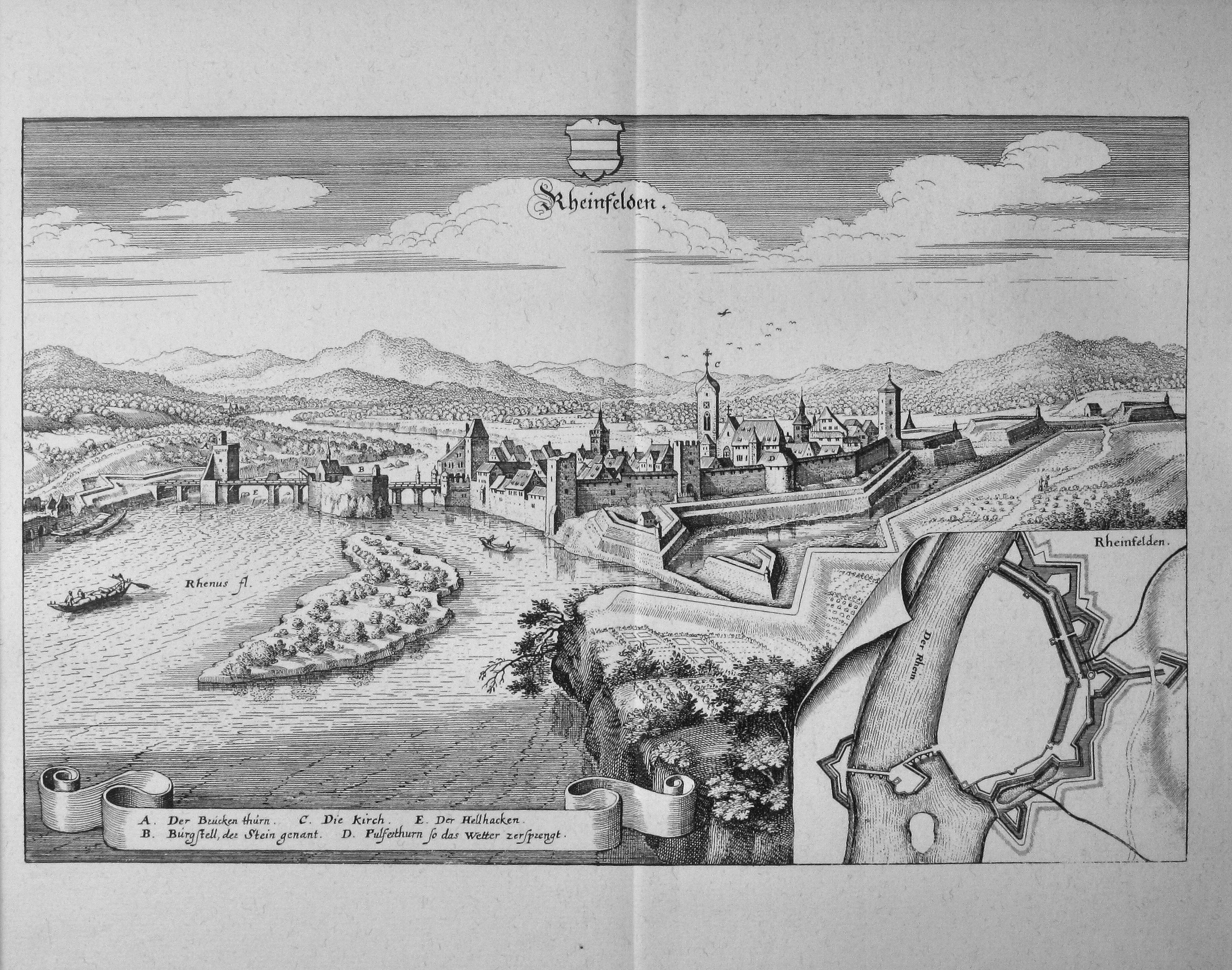
Rheinfelden in der Topographia Alsatiae von Matthäus Merian (1663)

Während des Alten Zürichkriegs ging Rheinfelden ein Bündnis mit Basel ein. Basler Truppen sowie mit ihnen verbündete Berner und Solothurner begannen im August 1445 mit der Belagerung der Burg Stein, um die habsburgtreue adlige Besatzung zu vertreiben. Diese ergab sich nach vier Wochen, worauf die Inselburg geplündert und im Februar 1446 geschleift wurde. Somit bestanden im Brückenbereich nur noch das Rheintor und der Böckersturm. In den folgenden Jahrzehnten musste die der Brücke zugewandte Seite des Burgstalls mehrmals gesichert werden, um das Herunterfallen von Mauerteilen zu unterbinden; ansonsten diente die Ruine als Steinbruch.
Schwedische Truppen belagerten Rheinfelden während des Dreissigjährigen Krieges erstmals im September 1634. Nach dem Sieg in der Schlacht bei Rheinfelden im März 1638 hielten sie die Stadt bis 1647 besetzt. Im Auftrag der Schweden erweiterte Johann Ludwig von Erlach bis 1641 die Befestigungen um sieben Bastionen nach dem Muster der Vauban-Schanzen. Kupfertor und Hermanstor wurden verschlossen, so dass die Stadt nur noch über Rheintor und Obertor zugänglich war. 1658 begann die österreichische Garnison mit der Instandsetzung der äusseren Befestigungswerke mittels neuer Brustwehren und Palisaden. Festungsbaumeister Elias Gumpp verstärkte 1667/68 die Nordwestecke durch ein Ravelin jenseits des Heimendeckenlochs. Zwischen 1684 und 1692 entstand auf der Flussinsel, anstelle der zweieinhalb Jahrhunderte zuvor zerstörten Burg, eine Artilleriefestung. Die Pläne stammten vom Innsbrucker Hofbaumeister Johann Martin Gumpp der Jüngere ausführender Baumeister war Oberst Nicola Bertagnoni. Die kastellartige Festung überragte alle Dächer der Stadt und wurde 1694 mit Blockhäusern ergänzt.

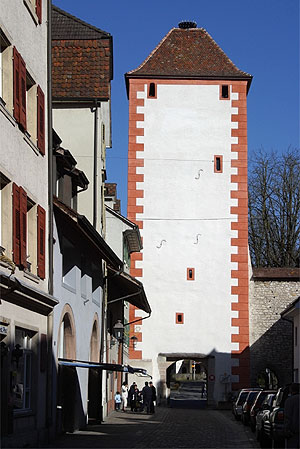
Kupfertorturm (oder Storchennestturm)

Im September 1744, während des Österreichischen Erbfolgekriegs, nahmen die Franzosen die Stadt nach kurzer Belagerung ein. Drei Monate später sprengten sie die Festung, die Bastionen und die Vorwerke, ebenso den Hermansturm und den Böckersturm. Verwertbare Trümmer wurden nach Frankreich abgeführt und die Stadt war nun weitgehend entfestigt. Österreich, das 1745 wieder in den Besitz Rheinfeldens gelangte, stellte zwar die teilweise beschädigten Stadtmauern instand, verzichtete aber auf den Wiederaufbau der Festungsanlagen. Ende des 18. Jahrhunderts hatte die mittelalterliche Ringmauer ihre Funktion eingebüsst. 1790 schüttete man den Graben zu und begann ihn als Gartenanlage zu nutzen, was den britischen Schriftsteller John Ruskin im Jahr 1858 zu einer romantisch verklärten Schilderung inspirierte. 1802 brach man den Weissen Turm ab und ab 1810 häuften sich die Mauerdurchbrüche. Der Rheintorturm verschwand 1842, während man das Kupfertor wieder öffnete. Im darauf folgenden Jahr beseitigte man die letzten Trümmer der zerstörten Inselfestung. Seit Ende des 19. Jahrhunderts sind noch gut 330 Meter des Mauerrings vorhanden (was etwa 45 % der ursprünglichen Länge entspricht), überwiegend auf der Ostseite dem Magdenerbach entlang.

## Erhaltene Bauwerke

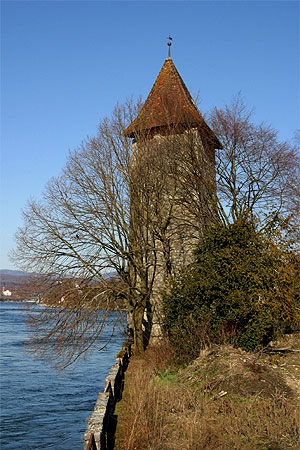
Messerturm

### Kupfertorturm
Während das Kupfertor an der Ostflanke der Mauer (47° 33′ 19,5″ N, 7° 47′ 43,9″ O) seit dem frühen 13. Jahrhundert bestand, wurde der dazugehörende Kupfertorturm (auch als Storchennestturm bekannt) in den Jahren 1359/60 errichtet. 1735/36 richtete man einen neuen Dachstuhl auf. 1915 erfolgte eine umfassende Renovierung mit Sanierung des Mauerwerks, 1967 eine Innenrenovierung mit Einbau einer Turmstube. Bis zum First erreicht der Kupferturm eine Höhe von 28 Metern und fällt durch eine kontrastreiche Farbfassung auf, mit weiss getünchtem Turmschaft sowie ziegelroten Eckquadern und Fensteröffnungen. Gekrönt wird der Turmschaft durch ein Walmdach. Unterhalb der Wehrlaube sind Dellen und Einschusslöcher erkennbar, die vom Beschuss während des Dreissigjährigen Krieges herrühren. Die spitzbogige Fussgängerpassage im südlich angrenzenden Stadtmauerstück wurde im frühen 20. Jahrhundert herausgebrochen. Weitgehend im Originalzustand des 14. Jahrhunderts erhalten geblieben ist das oberste Geschoss, eine mit Mauerwerk ummantelte Fachwerk-Konstruktion.

### Messerturm

Messerturm um 1906

Den nordöstlichen Abschluss der Stadtbefestigung bildet der unmittelbar am Rheinufer stehende Messerturm (47° 33′ 23,1″ N, 7° 47′ 41,8″ O), auch Diebs-, Folter- oder St. Johannsturm genannt. Der annähernd dreieckige, von einem Pyramidendach gekrönte Turmschaft ist mit seiner Spitze flussaufwärts gerichtet und hält bei hohem Wasserstand die Strömung vom Ufer ab, weshalb früher in diesem Bereich die Schifflände zu finden war. Die einzige Türöffnung befindet sich in der Südfassade auf einer Höhe von neun Metern. 1451 erstmals erwähnt, wurde der Messerturm 1534 untermauert und 1639 um eine Wachstube ergänzt. Das angrenzende Ringmauerstück brach man um 1900 ab.

### Obertorturm

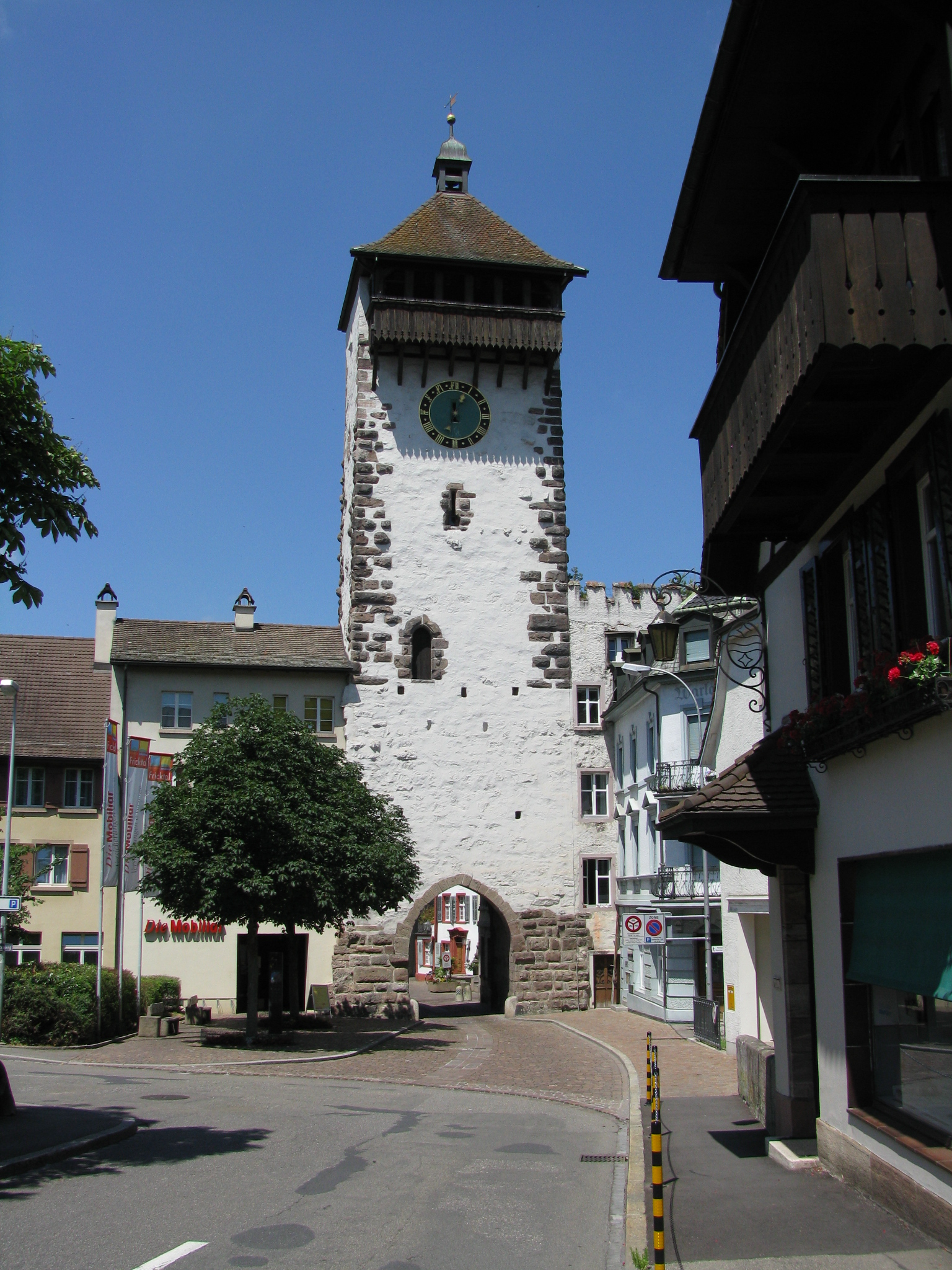
Obertorturm

Mit einer Höhe von fast 28 Metern bis zur Traufe ist der Obertorturm an der Südostseite der Altstadt (47° 33′ 14″ N, 7° 47′ 42″ O) der markanteste Teil der Rheinfelder Stadtbefestigung. Das imposante Bauwerk übertrifft dabei die angrenzenden Häuser um das Doppelte. Während das Tor seit Mitte des 13. Jahrhunderts bestand, wurde der mächtige Wehrturm mit Zeltdach und Dachreiter in den Jahren 1329/30 errichtet. Der Turmschaft ist verputzt, die Eckquadern sind mit Buntsandstein bossiert. Im Mauermantel des Obergeschosses stecken Eck- und Wandständer, die noch zum Originalzustand gehören. Vom Erdgeschoss ins erste Obergeschoss führt eine Eisenleiter; von dort hat sich bis ins vierte Obergeschoss die ursprüngliche Blockstufentreppe erhalten. Die Wände des ersten Obergeschosses sind mit Rötelzeichnungen verziert, die Werkzeug- und Blumenmotive zeigen. Als einziger Turm besitzt der Obertorturm eine Turmuhr (Urkunden zufolge seit mindestens 1529). Seit jeher schlägt die Uhr jeweils etwa sieben Minuten zu früh. Da die Tore einst abends verschlossen wurden, blieb den auf den Feldern vor dem Tor arbeitenden Bauern somit genügend Zeit, um in die Stadt zurückzukehren.

### Wasserturm
Der an der Südflanke der Altstadt stehende Wasserturm (47° 33′ 12,1″ N, 7° 47′ 38,8″ O) stammt aus dem frühen 13. Jahrhundert. Er ist an die Südseite der Ringmauer angebaut, der Stadt abgewandt. Die Geschosse werden von drei Achsen mit schlichten Steingewändefenstern durchbrochen. Nachdem der fünfstöckige Turm seinen Verteidigungszweck eingebüsst hatte, wurde er 1814 mit einem Wohnraum versehen. Um 1870 baute man weitere Zimmer ein und brach zusätzliche Fensteröffnungen aus. Das mit Ziegeln gedeckte Kegeldach besteht seit 1920. Das spätmittelalterliche Mauerwerk reicht bis ins dritte Stockwerk, die zwei obersten Geschosse wurden 1897 neu aufgesetzt.